# آرتر
آرتر (به فرانسوی: Artres) یک کمون در فرانسه است که در canton of Valenciennes-Sud واقع شده‌است. آرتر ۶٫۵۹ کیلومتر مربع مساحت دارد ۸۴ متر بالاتر از سطح دریا واقع شده‌است.